# Колетт Маз
Колетт Маз (фр. Colette Maze, уроджена Колетт Клер Соньє фр. Colette Claire Saulnier; 16 червня 1914, Париж — 19 листопада 2023, там же) — французька піаністка та музичний педагог, учениця Альфреда Корто. Здобула широку популярність як одна із найстаріших у світі записувальних піаністок.

## Біографія
Народилася 16 червня 1914 року, за місяць до початку Першої світової війни. Її батько Леон Соньє керував фабрикою добрив; мати, Деніз Клер Пьоле, займалася домашнім господарством. З ранніх років дівчинка була оточена музикою: її мати грала на скрипці, бабуся на фортепіано; у будинку часто влаштовувалися концерти. У чотирирічному віці Колетт почала самостійно підбирати мелодії на фортепіано, з семи років брала уроки у приватних вчителів. Хоча батьки Колетт не схвалювали її бажання стати професійною піаністкою, у п'ятнадцять років вона вступила до Нормальної школи музики, де її вчителями були Жанна Бланкар, Альфред Корто та Надія Буланже.
Закінчивши навчання у 1934 році, Колетт залишилася в Нормальній школі як викладач. 1940 року, з початком окупації, втекла на південь Франції та залишалася там до кінця війни. Повернувшись до Парижа, Колетт вступила у зв'язок з одруженим чоловіком, письменником Юбером Дюма, від якого народила сина Фабріса. Пізніше, 1958 року, вийшла заміж за музиканта Еміля Маза.
Протягом десятиліть Колетт працювала в Нормальній школі та в консерваторії Баньє, давала приватні уроки, була акомпаніатором. Вийшовши на пенсію у 1984 році, продовжувала присвячувати грі на фортепіано щонайменше чотири години на день. Попри похилий вік, її пальці не втратили гнучкість, що сама Колетт пояснювала дотримання методики її вчителя Альфреда Корто. Ця методика, натхненна практикою йоги, дозволила їй уникнути артрозу та повністю зберегти рухливість суглобів. Крім того, підтримувати форму їй допомагали танці, гімнастика та хокей на траві.
Вперше Колетт почала записуватися у 1990-х роках. 2001 року, коли їй було 87 років, її син запропонував їй записати перший сольний альбом. Цей альбом, що складався з прелюдій Дебюссі (улюбленого композитора Колетт), вийшов 2004 року, коли піаністці виповнилося 90; за ним випустили ще три із записами Дебюссі та три інших, які містили музику різних композиторів: «104 роки фортепіано» (2018), «105 років фортепіано» (2019) та «109 років фортепіано» (2023). Після виходу цих альбомів Колетт Маз стала однією з найстаріших записувальних піаністок у світі й, можливо, найстарішою людиною, яка коли-небудь записувала класичну музику.
У міру виходу альбомів зростала популярність Колетт Маз й інтерес до неї музичних критиків, що відзначали техніку піаністки та тонкість її інтерпретацій Дебюссі, Шумана, Саті, П'яццоли. Широку популярність Колетт Маз набула 2020 року, після того, як почала публікувати у Фейсбуці щоденні записи, що допомагають зберегти гарний настрій у часи пандемії. Після зняття обмежень багато шанувальників Колетт, захоплені її оптимізмом і життєлюбством, захотіли зустрітися з нею особисто, причому деякі їхали здалеку, зокрема з Японії. Великий інтерес до Колетт Маз як до останнього музичного педагога, який володіє методикою Корто, виявили піаністи, які хотіли взяти у неї уроки. Представники ЗМІ різних країн приїжджали брати у Колетт інтерв'ю; кілька відеорепортажів зняли у неї вдома; вона також виступала на французькому телебаченні. У травні 2023 року, у віці 108 років, піаністка дала сольний концерт у бургундському замку Кло де Вужо.
Секретами свого довголіття Колетт Маз вважала любов до руху та щоденне вживання яєць. В інтерв'ю вона неодноразово відзначала свою пристрасть до сиру, червоного вина та шоколаду і підкреслювала, що ніколи не приймає ліків.
Померла 19 листопада 2023 року у своїй паризькій квартирі, у віці 109 років.